# Legie malých
Legie malých (někdy též Legie mladých) byla sociální instituce Červeného kříže pro organizování mimoškolní zábavy a vzdělání dětí sociálně slabých rodičů, založená krátce po první světové válce dr. Alicí Masarykovou. Sídlila v pražských Holešovicích v Plynární ulici, v hostinci "U zeleného stromu", poblíž divadla Uranie.
Při Legii malých vzniklo v roce 1923 divadelní studio, ve kterém hrávali svá mimoškolní veřejná představení ve 20. letech 20. století mladí posluchači pražské konzervatoře, žáci prof. Jaroslava Hurta a spolu s nimi i čerství absolventi konzervatoře. Skupina byla organizována jako Scéna adeptů – volné sdružení posluchačů dramatického oddělení Státní konzervatoře hudby v Praze.
Konzervatoristé vystupovali nejen v sále Legie malých v Holešovicích, ale i na dalších místech v Praze, např. v Masarykově síni na Žižkově, v sále na Slovanech nebo v Měšťanské besedě.
V divadelním studiu Legie malých pracovali mj. pozdější známí herci a režiséři:
- Nina Bártů
- Jarmila Horáková
- Emilie Hráská
- Eliška Poznerová
- Světla Svozilová
- Jiřina Šejbalová
- Jiří Frejka
- František Salzer
- Josef Schettina
- Jan Škoda
- Ladislav Boháč
- Miloslav Jareš
- Otto Rádl
- Hanuš Thein
- Václav Trégl
- Jiří Vasmut
- Bohuš Záhorský

Výtvarníci, hudebníci a choreografové:
- František Muzika
- František Zelenka
- Jaroslav Ježek
- Iša Krejčí
- Miroslav Ponc
- Míra Holzbachová
- Saša Machov

Překladatel:
- Erik A.Saudek

V Měšťanské besedě uvedli tito konzervatoristé dne 15. května 1923 autorskou prvotinu Jiřího Frejky Kithairon, což byla „pseudokomedie“ o vztahu lidí a štěňat. Ve hře vystoupili např. Václav Trégl, František Salzer, Otto a Bedřich Rádlovi, Eliška Poznerová a Nina Bártů, mnozí z nich pozdější členové souboru Osvobozeného divadla.
O další práci studia se po odchodu některých absolventů do angažmá (zvláště Jiřího Frejky) zasloužil především Miloslav Jareš, který se ujal jeho vedení a působil zde i jako režisér a herec.

## Citát
| „                  | Snad jsme se poprvé viděli mezi dětmi v holešovické "Legii malých", Tam totiž našlo v letech dvacátých pracovní útočiště také několik žáků dramatické konservatoře, kterým nestačil refektář emauzského kláštera k samostatnému divadelnímu podnikání. Ti se tehdy napojili pracovně na první formující se dětský kolektiv "Legie malých". A tam mezi dětmi dělnických Holešovic trávil s Jarešem většinu dne i František Zelenka. | “ |
| — František Salzer | |   |

## Divadlo mládeže
Jareš vytvořil v Legii malých rovněž Divadlo mládeže (1923–1934). S Divadlem mládeže vystupovali čas od času také konzervatoristé. Velkými pomocníky Jareše zde byli arch. František Zelenka a skladatel Miroslav Ponc.
Divadlo mládeže byl dětský amatérský soubor, který nejen hrál, ale také se podílel na přípravě představení a tvorbě dekorací, kostýmů, apod. Divadlo mládeže uvedlo celkem čtyři premiéry, přičemž velmi úspěšná byla zvláště hra Mauglí. Po odchodu Jareše v roce 1934 do Československého rozhlasu však Divadlo mládeže zaniklo.

## Scéna adeptů – divadelní představení, výběr
- 1923 J. Frejka: Kithairon, Měšťanská beseda, režie Jiří Frejka[7]
- 1924 N. V. Gogol: Ženitba, režie František Salzer
- 1924 bří Čapkové: Lásky hra osudná, režie Miloslav Jareš
- 1924 N. N. Jevrejnov: Veselá smrt, režie Jiří Frejka a Josef Schettina
- 1924 neznámý francouzský autor: Fraška o kádi, režie Miloslav Jareš
- 1925 Molière: Šibalství Scapinova, režie Josef Schettina
- Yvan Goll: Pojištění proti sebevraždě, sál na Slovanech, režie Jiří Frejka
- Molière: Misantrop, režie Miloslav Jareš
- J. W. Goethe: Urfaust, režie E. A. Saudek

## Divadlo mládeže Legie malých – divadelní představení
- 1923 Karel Driml: Čínské zrcadlo, režie Miloslav Jareš (zahajovací hra Divadla mládeže)[14].
- 1928 Lila Bubelová: Junák, slunéčko jasné, režie Miloslav Jareš (uvedeno v rámci dvoudílného pásma Oslava jara, druhou hrou bylo pásmo zpěvů a tanců Velikonoce)
- 1929 Karel Driml: Bacilínek, režie Miloslav Jareš
- 1931 R. Kipling, V. M. Volkenštejn: Mauglí, režie Miloslav Jareš
- 1933 P. P. Gorlov: Uchvatitel ohně, režie Miloslav Jareš

## Pamětnící vzpomínají na Legii malých a Scénu adeptů
Otto Rádl
- Přesvědčili bychom se, že vlastní "Praosvobozené pradivadlo" vzniklo už 15. května 1923, kdy v Měšťanské besedě v Praze "Volné sdružení posluchačů dramatické konservatoře pražské, hrající s laskavým svolením rektorátu" sehrálo po úvodním slově "Cesty za divadlem" pronesené Zdeňkem Kalistou a kdy byla poprvé a patrně naposled uvedena na scénu "pseudokomedie" Jiřího Frejky: "Kithairon"...Výpravu navrhl i zhotovil vlastnoručně autor a mezi podivnými papírovými cáry a hranoly proplétaly se na maličkém jevišti, mezi částečně udivenými návštěvníky hlavní představitelé, jimiž byli Ella Posnerová, Fr. Salzer, Václav Trégl, Josef Schettina, O. a B. Rádl a sbor šesti posluchaček konservatoře v rolích štěňat.[15]

- Kdybychom se chtěli držeti chronologického postupu, zjistili bychom, že tato scéna adeptů, jež byla vedena Miloslavem Jarešem, posluchačem dramatické školy, a poháněna Jiřím Frejkou na pole experimentu, hrála postupně na různých periferijních scénách, jako na příklad na jevišti "Legie malých" v Praze VII. nebo v "Masarykově síni" na Žižkově. V těchto různých večerech české i cizí poesie a všelijakých silvestrovských, dobročinných a jinak příležitostných představeních seskupil se ponenáhlu celý ensemble, jenž tvořil základ příštího "Osvobozeného divadla".[16]